# عروس شن‌زار
عروس شن‌زار، شن بوته، بوته شنی (نام علمی: Ammothamnus) نام یک سرده از زیرخانواده باقالی‌ها است.